# Conducció eficient
S'anomena Conducció eficient al conjunt de tècniques utilitzades en la conducció automobilística per tal d'aconseguir reduir el consum d'energia i el desgast del vehicle sense reduir-ne les prestacions.
La conducció eficient fa augmentar el confort i la seguretat dels passatgers i redueix l'impacte mediambiental del desplaçament.
Per tal d'aconseguir una conducció eficient caldrà evitar accelerades i frenades brusques, mantenir una velocitat mitjana constant, fer el canvi de marxes convenient que mantingui funcionant el motor de forma regular, etc. En primer lloc, la conducció eficient és un estil de conducció impregnat de tranquil·litat i que evita l'estat d'estrès produït pel trànsit al qual estan sotmesos els conductors, sobretot a la ciutat. La conducció eficient afecta la seguretat, doncs, mantenint una distància de seguretat superior a l'habitual, s'aconsegueix un temps de reacció més gran en cas d'incidències en el trànsit, mantenint una velocitat mitjana constant es redueix la velocitat punta que es pot arribar a assolir en un recorregut determinat i, de la mateixa manera, conduint amb anticipació i previsió, es manté sempre un camp visual adequat.
Des d'un altre punt de vista, la conducció eficient consisteix a introduir certs canvis en els hàbits de conducció per tal d'adaptar-los a les innovacions introduïdes en els motors actuals. La forma tradicional de conduir no té en compte aquestes innovacions i les possibilitats dels nous vehicles, és per aquest motiu que cal adaptar la forma de conduir. La conducció eficient permet reduir el consum de carburant, la contaminació ambiental i la despesa de manteniment del vehicle; augmentar la seguretat a la carretera i millorar la confortabilitat de l'ocupant; estalviar una mitjana del 20% de carburant i incrementar, al mateix temps, la velocitat mitjana.